# Алингсос (коммуна)
Алингсо́с (швед. Alingsås kommun) — коммуна в Швеции в лене Вестра-Гёталанд. Административный центр — Алингсос.
Площадь коммуны — 477 км², население — 38 355 жителей (2013). Через территорию коммуны проходит европейский маршрут E20 и Западная железнодорожная магистраль.
Ранее в экономике коммуны доминирующую роль играла текстильная промышленность, однако сейчас её почти полностью сменило машиностроение.

## Наиболее крупные населённые пункты
- Алингсос
- Вестра-Бударна
- Грефснес
- Ингаред
- Йельмаред
- Соллебрунн
- Стура-Мелльбю